# فرقه‌های شیعه
فرقه‌های شیعه، فرقه‌هایی از مذهب شیعه در دین اسلام هستند که به امامت فرزندان علی بن ابی‌طالب و فاطمه زهرا معتقدند. اعتقاد آن‌ها بر این است که جهان از امام تهی نتواند بود و منتظر خروج یکی از علویان هستند که در آخر زمان ظهور خواهد کرد و جهان را پر از عدل و داد خواهد نمود. این طرز فکر توسط محمد باقر و مخصوصاً پسرش جعفر صادق تکمیل شد و به همین دلیل شیعه جعفری نیز خوانده می‌شود.

## مفهوم
شیعه به زیدیه و کیسانیه و شیعه دوازده‌امامی تقسیم می‌شود.
کیسانیه طرفداران محمد حنفیه هستند که برادر ناتنی امام حسن و حسین بود (فرزند فاطمه نبود) و خود را امام ندانست هرچند طرفداران او پس از مرگش افسانه ای ساختند و او را غایب و مهدی موعود دانستند که سرانجام ظهور خواهد کرد. برای همین جزو امامیه محسوب نمی‌شوند.
زیدیه طرفداران زید ابن علی ابن حسین پسر امام سجاد هستند که او خود را امام نمی‌دانست و در سال ۱۲۲ هجری علیه خلافت بنی امیه قیام کرد. زیدیه امامت را منحصر به فرزندان علی و فاطمه نمی‌دانند و هرکس را که برای عدالت قیام کند امام می‌دانند برای همین همواره امام‌هایی داشته‌اند و تا امروز بیش از ۱۱۰ امام داشته‌اند. برای همین زیدیه جزو امامیه محسوب نمی‌شود.
محمد باقر ۲۰ سال معلم و ناقل حدیث بود. او اصل تقیه را مطرح کرد. باقر احادیث فراوانی در فقه و سایر علوم دینی نقل کرده است که مبانی دستورهای شیعه است. با تغییر اوضاع سیاسی و ایجاد شرایط مناسب برای توسعه فعالیت‌های دینی و زمان تبیین علوم دینی، جعفر صادق نقش مهمی در شکل‌گیری فقه شیعه داشت. جعفر صادق و باقر بنیانگذاران مکتب شرعی شیعه امامیه هستند. صادق در اطراف خود گروه قابل توجهی از علما داشت که برخی از برجسته‌ترین فقها، محدثان و متکلمان زمان بودند. در زمان او شیعه در مسائل کلامی و حقوقی پیشرفت کرد. باقر و صادق مبنای فکری تفسیر و عمل شیعه امامیه را تشریح کردند.

## پیدایش فرقه‌ها
عموماً پس از درگذشت هر امام در بین طرفداران او اختلاف می فتاد. برخی آن امام را غیبت کرده می‌دانستند؛ مثل واقفیه و برخی فرزند ارشد او را امام می‌دانستند. برخی به دلیل عدم صلاحیت یا مرگ فرزند ارشد فرزند دوم را امام می‌دانستند و برخی دیگر برادر او را شایسته امامت می‌دانستند. برخی به دلیل صغارت فرزند امام برادر او را بهتر می‌دانستند و برخی دیگر صغارت را عیب ندانسته و فرزند خردسال را امام می‌دانستند و از او پیروی می‌کردند. در این میان گروه‌هایی هم کلاً از امامیه بریدند و افراد دیگری را که علوی نبودند امام دانستند یا حتی پیغمبر دانستند که در کتب فرق شیعه نام و سیرت آنها درج شده ولی دیگر امامیه محسوب نمی‌شوند. خلاصه اینکه تعداد زیادی فرقه بوجود آمد که برخی نیز حتی از دستورهای اصلی اسلام مثل عدم شرب خمر یا عدم زنا تعدی کردند.

## برخی از فرقه‌های شیعه
- سبائیه  به گفته طبری، فرقه‌ایست که توسط عبدالله بن سبا و در اواخر حکومت عثمان و سالهای ابتدایی خلافت علی بن ابی‌طالب، شکل گرفته و از طایفه غالیان محسوب می‌شود. این طایفه به الوهیت علی بن ابی‌طالب معتقدند.
- کاملیه: کاملیه پیروان ابی کامل هستند و ایشان صحابه را به دلیل اینکه با علی بیعت نکردند کافر می‌دانستند و نیز علی را به دلیل اینکه امامت را طلب نکرد کافر می‌دانستند.[۷]
- محمدیه: پیروان و چشم براه ظهور محمد بن عبدالله نفس زکیه هستند.
- باقریه: امامت را از علی تا محمد باقر دانسته‌اند و باقر را مهدی موعود می‌پندارند.
- ناووسیه: پیروان شخصی به نام عبدالله بن ناووس ازاهالی بصره که امامت را به جعفر صادق رسانیده و معتقد است که وی در نگذشته، و ظهور خواهد کرد و نیز گفته است علی برترین فردامت اسلام بوده وهرکه او را تفضیل ندهد کافراست.
- فطحیه: فطحیه به امامت عبدالله افطح پسر دوم (پس از اسماعیل) جعفر صادق بعنوان امام هفتم معتقد بودند.[۸]
- شمیطیه: یا سمیطیه پیروان «شیبان بن سلمه حروری سدوسی» هستند و بر این باورند که پس از جعفر صادق، فرزندش محمد بن جعفر دیباج امام است و امامت در نسل وی باقی و یکی از فرزندان وی همان قائم آل محمد است.[۹]
- عماریه: از فرق «فطحیه» یاران عماربن موسی ساباطی، بوده و از فرق شیعه به‌شمار می‌رفتند ایشان رشتهٔ امامت را به جعفر صادق کشانده‌اند و پس از وی عبدالله افطح را که مهم‌ترین فرزند وی بود امام داند.
- اسماعیلیه: نام عمومی فرقه‌هایی است که بعد از جعفر صادق به امامت فرزندش اسماعیل یا نواده اش محمد ابن اسماعیل اعتقاد دارند و به نامهای باطنیه، تعلیمیه، سبعیه، حشیشه، ملاحده وقرامطه خوانده شده‌اند. جعفر صادق فرزند مهتر خود اسماعیل را به جانشینی برگزید لیکن او قبل از پدر درگذشت و این باعث ایجاد فرقه‌هایی شد. اسماعیلیه به سه فرقه اصلی نزاریه و مستعلیه و سبعیه تقسیم شد.
- موسویه: یا موسائیه طرفداران غیبت امام موسی بن جعفر و منتظر رجعت او بوده‌اند.
- مبارکیه:مبارکیه فرقه ای از اسماعیلیه قدیم هستند که پیرو مردی به نام مبارک غلام آزاد کرده اسماعیل بن جعفر و از اهالی کوفه بود. مبارکه امامت رادر فرزندان محمد بن اسماعیل می‌دانند و همان دعوی را که «باطنیه» کنند دربارهٔ او روا دارند.
- واقفیه: واقفیه امام موسی کاظم را همان مهدی موعود می‌دانستند.
- قطعیه: قطعیه فرقه‌ای بودند که بر مرگ موسی بن جعفر قطع و یقین کردند، بر خلاف واقفیه قطعیه به امامت علی بن موسی الرضا و پس از وی به امامت ائمه دیگر قایل گشتند.
- هشامیه : پیروان هشام بن سالم جوالیقی بودند و از فرق شیعه به‌شمار می‌رفتند: وی عقیدهٔ تجسیم و تشبیه داشت و تصوّر می‌کرد خداوند بر صورت انسان است لیکن گوشت و خون نیست بلکه نور ساطع سفید رنگی است و مانند انسان دارای حواسی پنجگانه است و دست و پا و چشم و گوش و بینی و دهان دارد.
- زراریه: یا تمیمیه از غلاهَ ومشبهه پیروان زرارهَ بن اعین تمیمی بودند که او علم و قدرت وسمع و حیات وبصر را برای خدای تعالی حادث می‌دانست، و در باب امامت از واقفه بود.
- یونسیه پیروان ابو محمد یونس بن عبدالرحمن بودند و از قطعیه به‌شمار می‌رفتند وی از یاران جعفر صادق و موسی کاظم بود و دربارهٔ تشبیه خدا و عرش او افراط می‌کرد.
- شیطانیه: پیروان ابوجعفر محمدبن نعمان احول که شیعیان او را مؤمن الطاق می‌دانند و اهل سنت او را شیطان الطاق می‌نامند زیرا از معتزله بود و معتقد بود خدا چیزها را در صورتی می‌داند که مقدر کند و قبل از آن که مقدر کند محال است که بداند چون موجود نیستند»
- غالیه که خود سه فرقه دارد: غرابیه و خطابیه و سبائیه
- اثناعشریه: یا شیعه دوازده‌امامی اعتقاد دارند آخرین امام، حجت بن الحسن، در غیبت زندگی می‌کند و به عنوان مهدی موعود، ظهور خواهد کرد. عثمان بن سعید، بلافاصله پس از مرگ حسن عسکری در سال ۲۶۰ ه‍.ق (۸۷۴ م)،[۱۰] ادعا کرد که حسن عسکری، پسری خردسال به نام محمد دارد که به دلیل تهدید عباسیان به جانش، مخفی است و او به نمایندگی از فرزند امام یازدهم، منصوب شده است.[۱۱] به گفته نوبختی در کتاب فرق الشیعه، پس از مرگ حسن عسکری، ۱۴ فرقه به وجود آمدند که یکی از آنها، دوازده امامی امروزی است.[۱۲]